# Mareuil-Caubert

Mareuil-Caubert este o comună în departamentul Somme, Franța. În 1 ianuarie 2022 avea o populație de 828 de locuitori.